# Edward Baścik
Edward Baścik (ur. 11 października 1948 w Osieku) – polski polityk, rolnik, poseł na Sejm X kadencji.

## Życiorys
Ukończył w 1973 studia na Akademii Rolniczej we Wrocławiu. Pracował początkowo w Państwowym Ośrodku Hodowli Zarodowej. Od 1978 do 1979 pełnił funkcję kierownika produkcji w Spółdzielni Produkcyjnej w Osieku. W 1979 rozpoczął prowadzenie indywidualnego gospodarstwo rolne we Włosienicy. Był prezesem koła Zjednoczonego Stronnictwa Ludowego we Włosienicy oraz radnym Gminnej Rady Narodowej w Osieku. Sprawował mandat posła na Sejm kontraktowy z okręgu andrychowskiego, w trakcie kadencji zasiadał w czterech komisjach zwyczajnych. W 2002 został radnym rady powiatu oświęcimskiego, objął funkcję nieetatowego członka zarządu. W 2006 i w 2010 był wybierany na następne kadencje, w 2014 nie uzyskał reelekcji. Należy do Polskiego Stronnictwa Ludowego.
Kandydował także w wyborach parlamentarnych bez powodzenia z ramienia PSL do Sejmu lub Senatu.
W 1984 otrzymał Honorowa Odznakę „Za Zasługi dla Województwa Bielskiego”, a w 1985 Odznakę „Zasłużony Pracownik Rolnictwa”.